# 얀덱스 브라우저
얀덱스 브라우저(Yandex Browser, 러시아어: Яндекс.Браузер)는 블리크 웹 브라우저 엔진을 사용하고 크로미엄 오픈 소스 프로젝트에 기반을 둔 러시아의 기술 기업 얀덱스가 개발한 프리웨어 웹 브라우저이다. 이 브라우저는 얀덱스 보안 시스템으로 웹페이지 보안을 검사하며 카스퍼스키 랩 안티바이러스로 다운로드된 파일을 검사한다. 이 브라우저는 오페라 소프트웨어의 터보 기술을 사용하여 저속 연결에서 웹 브라우징 속도를 높인다.
이 브라우저는 마이크로소프트 윈도우, macOS, 리눅스, 안드로이드, iOS를 지원한다.